# Bjerring Kirke
Bjerring Kirke ligger i Bjerring Sogn i det tidligere Middelsom Herred (Viborg Amt), nu Viborg Kommune, Region Midtjylland. Apsis, kor og skib er opført i romansk tid af granitkvadre over profileret dobbeltsokkel. Begge de oprindelige portaler af Viborg-typen er bevaret med to par frisøjler og et par trekvartsøjler. Syddøren er tilmuret, norddøren er stadig i brug. Over norddøren ses en tympanon med to løver. Portalerne knytter sig til portalen i Mammen Kirke. Dørene sidder langt mod vest og har formodentlig ført ind til en forhal, som muligvis har været et tårnfag, idet skibets vestende har ret svært murværk. En omfattende omsætning af murværket i 1889 har slette spor efter oprindelige detaljer. Det nuværende tårn er opført i sengotisk tid, nordgavlen har bevaret sin blændingsdekoration, der er af den nordvestjyske type.
Våbenhuset er opført i 1889. I våbenhuset er runestenen Bjerring-stenen opstillet. Den blev fundet under våbenhusets gulv ved en restaurering af kirken i 1996. Runestenen er blevet tilhugget og genanvendt som tærskelsten og delvist fundament under søjleportalen
Apsis har kuppelhvælv, kor og skib flade bjælkelofter.
Altertavlen er fra 1617, storfeltet og topstykket har malerier af Stefan Viggo Pedersen fra 1928.
Prædikestolen er et renæssancearbejde fra 1600-tallet, med billeder af evangelisterne i de 4 felter.
Døbefonten er af granit, romansk med en glat kumme, men et lille hul til dåbslys.
Kirkeskibet er en 1:24 model af Gokstadskibet fra omkring år 890. Modelskibet, som blev udført i 1958 af den hollandske modelskibsbygger, Willem Karel Versteeg (1880-1962), er en foræring til kirken. Det blev ophængt den 23. september 2018.

## Galleri
- Kirken set fra sydvest
- Kirken set fra sydøst
- Skib set mod øst
- Døbefonten
- Nordportalen
- Nordportalen
- Bjerring-stenen

## Eksterne kilder og henvisninger
- Wikimedia Commons har flere filer relateret til Bjerring Kirke
- Bjerring Kirke Arkiveret 31. januar 2011 hos  Wayback Machine hos nordenskirker.dk
- Bjerring Kirke hos KortTilKirken.dk